# Деказ, Жан
Жан-Эли-Октав-Луи-Север-Аманьен Деказ де Глюксбург, 3-й герцог Деказ и 3-й герцог Глюксбург (фр. Jean-Élie-Octave-Louis-Sévère-Amanien Decazes de Glücksburg, 3rd Duc Decazes and 3rd Hertig af Glücksburg; 30 апреля 1864[…], VIII округ Парижа — 31 августа 1912[…], Шантийи) — французский аристократ и яхтсмен, серебряный призёр летних Олимпийских игр 1900.
Был женат на дочери американского изобретателя и промышленника Айзека Зингера. В браке родились трое детей. Супруга умерла в 1896 году в возрасте 27 лет. Дочь Жана Деказа Дэйзи Феллоуз (Daisy Fellowes, 1890—1962) была известной светской львицей, писательницей, издателем французской версии журнала Harper’s Bazaar.
На Играх на яхте Quand-même участвовал в гонках для касса 10—20 тонн. Он занимал один раз второе место и два раза третьи, набрав в сумме 25 очков и заняв второе место. В итоге он выиграл серебряную медаль.